# Bellaphon Records
Bellaphon Records es un sello discográfico independiente de Alemania. Han trabajado con ella artistas como Geordie, Limahl, Johnny Cash, Ringo Starr, Suzi Quatro, Nektar, Merger and Ganymed.
Bellaphon fue fundada en 1961 por Branislav ("Branco") Zivanovic, a partir de la tienda de música de su mujer Jutta. Ganó importancia tras conseguir los derechos de distribución de Fantasy Records y con ello del grupo Creedence Clearwater Revival. Tiene sus oficinas centrales en Frankfurt. La empresa comprende a su vez sellos como Bellaphon, Bacillus Records y L&R entre otros. 

## Muerte de su fundador
Tras la defunción de Branco Zivanovic, su viuda Jutta Zivanovic-Riedel asumió la responsabilidad sobre la compañía. Sin embargo, no tuvo buena mano para los negocios y la compañía ha perdido varios sellos de distribución así como artistas. Solo algunos artistas de Schlager alemanes como Gaby Baginsky o Michael Morgan, y un puñado de artistas internacionales como Olivia Newton-John, Graeham Goble, continúan siendo distribuidos por el sello.
Durante este tiempo la marca de jazz de Bellaphon Records, con sus sellos de distribución Concord y Enja Records MW, fueron destacables.